# Färja ut i rymden
Färja ut i rymden är en sång skriven av Niklas Strömstedt. Den finns med på hans studioalbum Långt liv i lycka från 1997, men utgavs också som singel samma år. Färja ut i rymden var den fjärde och sista singeln från albumet. Färja ut i rymden tog sig inte in på Svenska singellistan.

## Låtlista
1. "Färja ut i rymden" (Buzz Aldrin-mix)
2. "Färja ut i rymden"